# Ten obcy
Ten obcy – wydana w 1961 roku powieść napisana przez Irenę Jurgielewiczową.
„Ten obcy” był lekturą uzupełniającą w klasie VI szkoły podstawowej w Polsce. Jego kontynuacją jest powieść Inna?
Powieść ta została wpisana na Listę Honorową H.Ch. Andersena (1964), na którą wpisywane są wybitne książki współczesnych pisarzy z całego świata, służące ideom przyjaźni i zbliżenia między dziećmi i młodzieżą wszystkich narodów. Jest to wyróżnienie przyznawane przez Międzynarodową Izbę ds. Książek dla Młodych (IBBY), działające pod patronatem UNESCO.

## Fabuła
Książka opowiada o problemach związanych z miłością oraz wyzwaniach związanych z dorastaniem młodzieży. Jej bohaterami jest czwórka przyjaciół: Ula, Pestka, Marian i Julek. Akcja książki rozgrywa się w małej wsi, w Olszynach położonych około 150 km od Warszawy. Podczas wakacji dzieci znajdują wyspę powstałą po wiosennej powodzi, gdzie spędzają później dużo czasu. Zagospodarowują ją: budują szałas, stawiają kuchnię polową, ustawiają żerdzie, aby dostęp do niej był łatwiejszy. Pewnego dnia na wyspie pojawia się tajemniczy chłopak o imieniu Zenek. Okazuje się, że nieznajomy jest ranny, zatem paczka przyjaciół postanawia się nim zaopiekować. Z początku chłopiec jest małomówny, lecz z czasem wyjawia przed nimi swoje sekrety. Zakochuje się w Uli, nic nie mówiąc jej o tym. Przy odjeździe daje jej list, w którym napisał, co do niej czuje. Na końcu zamieszcza prośbę, aby po przeczytaniu spaliła list.

## Odbiór i analiza
W Polsce książkę dodano do listy lektur szkolnych w reformach z lat 1963–1970 (dla klasy VI). Była nadal lekturą dla klasy VI po reformie szkolnictwa i modyfikacji listy lektur w połowie lat 80. W latach 1999–2006 nie było listy lektur dla tych klas, ale książka ta pojawiła się znowu w propozycji lektur w roku 2007/2008. Od 2009 pozycja była lekturą dla klas IV–VI (lista ta obowiązywała do reformy z roku 2017).